# Michaela Dubcová
Michaela Dubcová (Valašské Meziříčí, 17 gennaio 1999) è un'ex calciatrice ceca, di ruolo centrocampista.
È sorella gemella di Kamila, con cui ha condiviso l'attività sportiva e professionale vestendo fino al 2020 la stessa maglia di club e ritrovandosi dall'estate 2022. Ha giocato per 11 volte con la maglia della nazionale ceca.

## Carriera

### Club

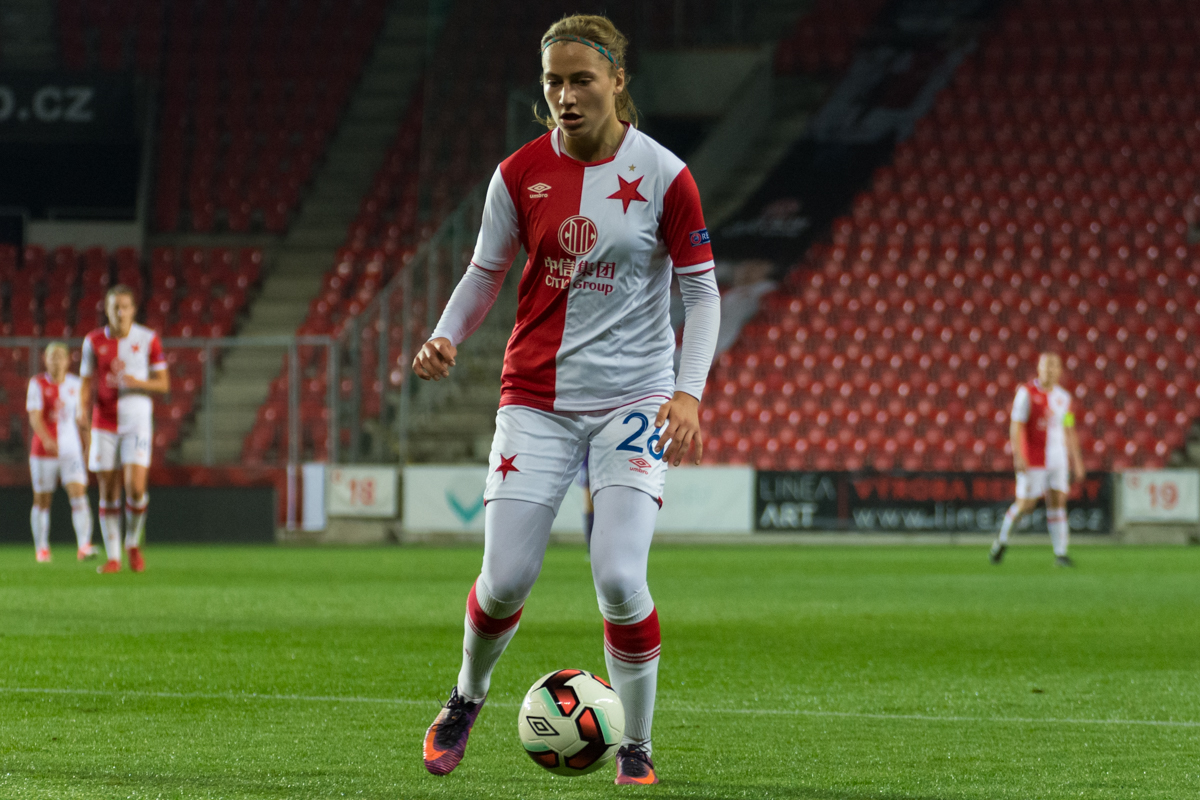
Michaela Dubcová nella partita contro il Rosengård, andata degli ottavi di finale di Champions League 2018-2019.

Michaela Dubcová ha iniziato a giocare a calcio assieme alla sorella gemella Kamila nello Slovácko, esordendo nella I. liga žen, la massima serie del campionato ceco. Nell'estate 2018 entrambe si sono trasferite allo Slavia Praga. Con lo Slavia Praga arriva seconda in campionato dietro le rivali dello Sparta Praga e perde ai tiri di rigore la finale della coppa nazionale, sempre contro lo Sparta. Con la maglia biancorossa dello Slavia ha esordito in UEFA Women's Champions League, giocando in quasi tutte le partite disputate dallo Slavia tra le qualificazioni e la fase a eliminazione diretta, conclusa ai quarti di finale, e realizzando tre reti, delle quali due nella gara di andata dei sedicesimi di finale contro le lituane del Gintra Universitetas.
Nel luglio 2019 Michaela Dubcová, assieme alla sorella Kamila, si è trasferita in Italia al Sassuolo. Entrambe hanno esordito in Serie A contro la Pink Sport Time nella sfida, terminata in parità, valida per la prima giornata di campionato il 14 settembre 2019. Nel corso della stagione 2019-2020, interrotta all'inizio di marzo 2020 a causa della pandemia di COVID-19, ha giocato in 12 delle 16 partite di campionato disputate dal Sassuolo, realizzando una sola rete contro l'Orobica. La stagione 2020-2021 è stata la prima in cui Kamila e Michaela si sono separate, visto che Michaela è tornata in patria allo Slovácko, mentre Kamila ha rinnovato il contratto col Sassuolo.
Dopo due stagioni giocate in patria torna in Italia firmando assieme alla sorella un contratto biennale con il Milan, a disposizione del tecnico Maurizio Ganz dalla stagione 2022-2023.
Si è ritirata dal calcio agonistico al termine della stagione 2022-23, per poi assumere il ruolo di assistente di Davide Corti, allenatore della squadra primavera femminile del Milan.

### Nazionale
Michaela Dubcová ha fatto parte delle selezioni Under-17 e Under-19 della Repubblica Ceca, prendendo parte ai campionati europei di categoria. Con la selezione Under-17 ha preso parte alla fase finale del campionato europeo 2016, disputatosi in Bielorussia, alla quale la nazionale ceca partecipava per la prima volta. Con la selezione Under-19 ha partecipato alle fasi di qualificazioni ai campionati europei nel biennio 2017-2018, senza che la nazionale ceca riuscisse ad accedere alla fase finale.
Ha fatto il suo esordio nella nazionale maggiore della Repubblica Ceca il 31 agosto 2018 in occasione della sfida alla Slovenia, valida per le qualificazioni al campionato mondiale 2019. Nel marzo 2019 ha fatto parte della rosa che ha partecipato alla Cyprus Cup, disputando due delle quattro partite giocate dalla Repubblica Ceca nel torneo.

## Statistiche

### Presenze e reti nei club
| Stagione        | Squadra         | Campionato      | Campionato | Campionato | Coppe nazionali | Coppe nazionali | Coppe nazionali | Coppe internazionali | Coppe internazionali | Coppe internazionali | Altre coppe | Altre coppe | Altre coppe | Totale | Totale |
| Stagione        | Squadra         | Comp            | Pres       | Reti       | Comp            | Pres            | Reti            | Comp                 | Pres                 | Reti                 | Comp        | Pres        | Reti        | Pres   | Reti   |
| --------------- | --------------- | --------------- | ---------- | ---------- | --------------- | --------------- | --------------- | -------------------- | -------------------- | -------------------- | ----------- | ----------- | ----------- | ------ | ------ |
| 2017-2018       | Slovácko        | ILZ             | ?          | ?          | CRC             | ?               | ?               | -                    | -                    | -                    | -           | -           | -           | ?      | ?      |
| 2018-2019       | Slavia Praga    | ILZ             | ?          | ?          | CRC             | ?               | ?               | UWCL                 | 8                    | 3                    | -           | -           | -           | 8+     | 3+     |
| 2019-2020       | Sassuolo        | A               | 12         | 1          | CI              | 2               | 0               | -                    | -                    | -                    | -           | -           | -           | 14     | 1      |
| 2020-2021       | Slovácko        | ILZ             | 14+6       | 4+1        | CRC             | ?               | ?               | -                    | -                    | -                    | -           | -           | -           | ?      | ?      |
| 2021-2022       | Slovácko        | ILZ             | 14+5       | 11+4       | CRC             | ?               | ?               | -                    | -                    | -                    | -           | -           | -           | ?      | ?      |
| Totale Slovácko | Totale Slovácko | Totale Slovácko | 39+        | 20+        | -               | ?               | ?               | -                    | -                    | -                    | -           | -           | -           | 39+    | 20+    |
| 2022-2023       | Milan           | A               | 4          | 1          | CI              | 2               | 0               |                      | -                    | -                    |             | -           | -           | 6      | 1      |
| Totale carriera | Totale carriera | Totale carriera | 55+        | 22+        | -               | 4+              | 0+              | -                    | 8                    | 3                    | -           | -           | -           | 77+    | 25+    |

### Cronologia presenze e reti in nazionale
| Cronologia completa delle presenze e delle reti in nazionale ― Rep. Ceca | Cronologia completa delle presenze e delle reti in nazionale ― Rep. Ceca | Cronologia completa delle presenze e delle reti in nazionale ― Rep. Ceca | Cronologia completa delle presenze e delle reti in nazionale ― Rep. Ceca | Cronologia completa delle presenze e delle reti in nazionale ― Rep. Ceca | Cronologia completa delle presenze e delle reti in nazionale ― Rep. Ceca | Cronologia completa delle presenze e delle reti in nazionale ― Rep. Ceca | Cronologia completa delle presenze e delle reti in nazionale ― Rep. Ceca |
| Data                                                                     | Città                                                                    | In casa                                                                  | Risultato                                                                | Ospiti                                                                   | Competizione                                                             | Reti                                                                     | Note                                                                     |
| ------------------------------------------------------------------------ | ------------------------------------------------------------------------ | ------------------------------------------------------------------------ | ------------------------------------------------------------------------ | ------------------------------------------------------------------------ | ------------------------------------------------------------------------ | ------------------------------------------------------------------------ | ------------------------------------------------------------------------ |
| 31-8-2018                                                                | Jablonec nad Nisou                                                       | Rep. Ceca                                                                | 2 – 0                                                                    | Slovenia                                                                 | Qual. Mondiali 2019                                                      | -                                                                        |                                                                          |
| 4-9-2018                                                                 | Reykjavík                                                                | Islanda                                                                  | 1 – 1                                                                    | Rep. Ceca                                                                | Qual. Mondiali 2019                                                      | -                                                                        | 64’                                                                      |
| 7-10-2018                                                                | Kroměříž                                                                 | Rep. Ceca                                                                | 2 – 0                                                                    | Slovacchia                                                               | Amichevole                                                               | -                                                                        | 46’                                                                      |
| 1-3-2019                                                                 | Larnaca                                                                  | Finlandia                                                                | 1 – 2                                                                    | Rep. Ceca                                                                | Cyprus Cup 2019                                                          | -                                                                        | 62’                                                                      |
| 4-3-2019                                                                 | Larnaca                                                                  | Rep. Ceca                                                                | 2 – 1                                                                    | Sudafrica                                                                | Cyprus Cup 2019                                                          | -                                                                        | 58’                                                                      |
| 14-6-2019                                                                | Chomutov                                                                 | Rep. Ceca                                                                | 2 – 0                                                                    | Russia                                                                   | Amichevole                                                               | -                                                                        | 79’                                                                      |
| 17-6-2019                                                                | Chomutov                                                                 | Rep. Ceca                                                                | 1 – 0                                                                    | Russia                                                                   | Amichevole                                                               | -                                                                        | 60’                                                                      |
| 8-10-2019                                                                | Praga                                                                    | Rep. Ceca                                                                | 1 – 5                                                                    | Spagna                                                                   | Qual. Euro 2022                                                          | -                                                                        | 74’                                                                      |
| 6-9-2022                                                                 | Larnaca                                                                  | Rep. Ceca                                                                | 7 – 0                                                                    | Bielorussia                                                              | Qual. Mondiali 2023                                                      | -                                                                        | 72’                                                                      |
| 7-10-2022                                                                | Zlín                                                                     | Rep. Ceca                                                                | 3 – 3                                                                    | Ungheria                                                                 | Amichevole                                                               | -                                                                        | 60’                                                                      |
| 15-11-2022                                                               | Bucarest                                                                 | Romania                                                                  | 1 – 2                                                                    | Rep. Ceca                                                                | Amichevole                                                               | -                                                                        | 60’                                                                      |
| Totale                                                                   |                                                                          | Presenze                                                                 | 11                                                                       |                                                                          | Reti                                                                     | 0                                                                        |                                                                          |